# Jordi Calafat Estelrich
Jordi Calafat Estelrich (Palma, Illes Balears 1968) és un regatista palmesà, ja retirat, que aconseguí guanyar una medalla d'or en els Jocs Olímpics d'Estiu de 1992 celebrats a Barcelona. Va néixer el 24 de juny de 1968 a la ciutat de Palma, capital de les Illes Balears.
Va participar, als 24 anys, en els Jocs Olímpics d'Estiu de 1992 celebrats a Barcelona (Catalunya), on aconseguí guanyar la medalla d'or en la prova masculina de la classe 470 juntament amb Francisco Sánchez. Al costat d'aquest també participà en els Jocs Olímpics d'Estiu de 1996 realitzats a Atlanta (Estats Units), finalitzant en novena posició en la prova de 470 masculí.
Al llarg de la seva carrera ha guanyat 4 medalles en el Campionat del Món de vela en la classe 470, destacant les medalles d'or aconseguides l'any 1992 i 1993, així com una medalla d'or en la classe optimist l'any 1983.